# علاء الاسوانی
علاء الاسوانی (عربی: علاء الأسوانی؛ زاده ۲۶ مهٔ ۱۹۵۷) یک نویسنده اهل مصر است. او در مصر و آمریکا درس دندانپزشکی خواند. اما به عنوان یک نویسنده به شهرت جهانی رسید.
مشهورترین کتابش عمارت یعقوبیان نام دارد، که پیچیدگی‌ها و جنبه‌های مختلف جامعه مصر و طبقات مختلف اجتماعی آن را به خوبی نشان می‌دهد.
او مقالات مهمی نیز دربارهٔ مسائل سیاسی مصر نوشته‌است و با بعضی روزنامه‌های چاپ مصر همکاری منظم دارد.

## زندگی
علاء الاسوانی در ۲۶ مه ۱۹۵۷ در خانواده‌ای اصیل و فرهنگی در مصر به دنیا آمد. پدرش وکیل و نویسنده بود و رمان معروفی به نام «الاسوار العالیه» دارد. پدربزرگش شاعر و عموی پدرش وزیر معارف بود. اسوانی دوران دبیرستان را در مدرسه‌ای فرانسوی گذراند، مدرک کارشناسی خود را در سال ۱۹۸۰ در رشته دندانپزشکی از دانشگاه قاهره کسب کرد و سپس در دانشگاه الینوی آمریکا در مقطع کارشناسی‌ارشد به تحصیل پرداخت. اسوانی علاوه بر زبان مادری به زبان‌های انگلیسی، فرانسوی و اسپانیایی مسلط است و علاوه بر داستان‌نویسی در رسانه‌های مختلف جهانی دربارهٔ مسائل مصر قلم می‌زند.

## آثار داستانی
از اسوانی کتاب‌های داستانی دیگری همچون رمان‌های عماره یعقوبیان، شیکاگو، نادی السیارات و جمهوریه کان منتشر شده‌اند که رمان شیکاگو با ترجمهٔ صادق دارابی در نشر نگاه تاکنون منتشر نشده‌است. اما مجموعه داستان انجمن منتظران رهبر (نیران صدیقه) در نشر افکار منتشر شده و رمان یادداشت‌های یک غرب‌زده (أوراق عصام عبد العاطی) هم به زودی منتشر خواهد شد. انجمن منتظران رهبر شامل ۱۶ داستان کوتاه و ۱۳۸ صفحه در سال ۱۳۹۹ منتشر شد.

## مواضع و آثار سیاسی
علاء الاسوانی، در کتاب دیکتاتوری همچون بیماری، به «پدیدهٔ دیکتاتوری در قرن بیستم» و خصوصیات و نشانه‌های دیکتاتوری به مثابهٔ یک بیماری و نیز دیکتاتورها در همهٔ دنیا، پرداخته‌است. او معتقد است که تعداد قربانیان دیکتاتوری بسیار بیشتر از قربانیان هر بیماری دیگریست. این بیماری را باید درمان کرد. الاسوانی می‌خواهد نشان دهد که چطور فردی می‌تواند تمام قدرت را به دست بگیرد، اعمال زور کند، دیگران را به انقیاد بکشد و به اطاعت محض وادارد؟ چیست که چنان قدرتی در اختیار فردی می‌گذارد که بتواند خوف و ترس را بر افراد یک جامعه حاکم کند طوری که حقوق فردی و آزادیهای خود را نادیده بگیرند و گوش به فرمان دیکتاتور شوند. نیروی سرکوب و کشتار تا کجا می‌تواند آدمها را از کرامت انسانی خود دور کند؟ چه عواملی نقش دارد؟
بعد از نوشتن «عمارت یعقوبیان» که بعد از انتشار در سال ۲۰۰۲، پرفروش‌ترین رمان جهان عرب برای پنج سال متوالی بود، اسوانی هم‌چنان یک یا دو بار در هفته بیمارها را ویزیت می‌کرد، اگرچه به خاطر سفر و کار در کشورهای خارجی، کمتر و کمتر می‌توانست به طبابت برسد. با همه این‌ها، مطبش در قاهره هم‌چنان فعال بود. آخرین بار تابستان ۲۰۱۹ در مطبش کار کرد و برای یک بیمار بریج پرسلنی گذاشت. اما برگشتن به قاهره برای او خطرناک شده‌است. از سال ۲۰۱۴ که عبدالفتاح سیسی به قدرت رسیده، اسوانی که معروف‌ترین نویسنده مصر است، نه در تلویزیون ظاهر شده و نه توانسته یک خط در کشورش بنویسد. سال ۲۰۱۸ رمانش با نام «دموکراسی، اگر می‌شد…» -که مرثیه‌ای برای انقلاب ۲۰۱۱ مصر بود- را در لبنان چاپ کرد چون هیچ ناشری در مصر جسارت نداشت آن را منتشر کند. سال گذشته نیز از طریق مقاله‌ای که در روزنامه «مصر امروز» منتشر شد، فهمید که دفتر دادستانی عمومی نظامی برایش پرونده تشکیل داده و به اتهام توهین به رئیس‌جمهور، نیروهای نظامی و نهادهای قضایی قصد محاکمه او را دارند. ستون‌هایی که اسوانی برای «دویچه وله» آلمان نوشته بود، به ویژه انتقاد از انتخاب یک ژنرال ارتشی به عنوان رئیس‌جمهور، باعث خشم نظامی‌های مصر شد: «نگران کننده است چون دادگاه‌های نظامی قدرت کامل دارند تا هر کاری بکنند.»
لازم است ذکر شود که آثار اسوانی به دلیل نگرش انتقادی نویسنده به مسائل اجتماعی و سیاسی، به‌ویژه در جریان انقلاب ۲۰۱۱ و بازگشت دیکتاتوری نظامی، هم در انتشار در مصر و هم در کسب مجوز ترجمه‌های آن با مشکلات متعدد روبه‌رو بوده‌اند.